# Pregled:Hrvatska
Sljedeći popis sastavljen je kao pregled i uvod u Hrvatsku.
Hrvatska (službeni naziv: Republika Hrvatska) europska je država, zemljopisno smještena na prijelazu iz Srednje u Jugoistočnu Europu. Hrvatska graniči na sjeveru sa Slovenijom i Mađarskom, na istoku sa Srbijom, na jugu i istoku s Bosnom i Hercegovinom i Crnom Gorom. S Italijom ima morsku granicu. Tijekom hrvatske povijesti najznačajniji kulturološki utjecaji dolazili su iz srednjoeuropskog i sredozemnog kulturnog kruga.

## Osnovni podaci
- Službeno ime: Republika Hrvatska
- Uobičajeno ime: Hrvatska
- Glavni grad: Zagreb

- Stanovništvo: 4.453.500

- Površina: 56.542 km2
- Površina obalnog mora: 33.200 km2
- Površina kopna i mora: 89.810 km2
- Ukupna gospodarska površina: 113.680 km2

- Najviši vrh:  Dinara 1.831 m

- Kopnene granice:  1.982 km
  - s Bosnom i Hercegovinom – 932 km
  - sa Slovenijom – 455 km
  - s Mađarskom – 329 km
  - sa Srbijom – 241 km
  - s Crnom Gorom – 25 km
- Dužina obale: 5.835 km
  - Dužina obale kopnenog dijela: 1.777 km
  - Dužina obale na otocima: 4.058 km

- ISO kod države: HR, HRV, 191
- ISO kod regije: Vidi ISO 3166-2:HR
- Internet domena: .hr

## Zemljopis Hrvatske
- Smještaj:
  - Istočna hemisfera
    - Euroazija
      - Europa
        - Južna Europa
        - Jugoistočna Europa
        - Srednja Europa

  - Vremenska zona:  Srednjoeuropsko vrijeme (UTC+01), Srednjoeuropsko ljetno vrijeme (UTC+02)

#### Prirodna zemljopisna obilježja Hrvatske
- Jadransko more
- Popis otoka Hrvatske
  - Popis naseljenih otoka u Hrvatskoj
- Popis jezera u Hrvatskoj
- Popis planina u Hrvatskoj
- Popis rijeka u Hrvatskoj
  - Popis rijeka u Hrvatskoj prema dužini
- Zaljevi Hrvatske
- Šume u Hrvatskoj
- Svjetska baština u Hrvatskoj

### Okoliš Hrvatske
- Klima Hrvatske
- Geologija Hrvatske
- Hrvatski nacionalni parkovi i parkovi prirode
  - Rezervat biosfere u Hrvatskoj
- Špilje u Hrvatskoj
- Flora Hrvatske
- Fauna Hrvatske
  - Popis ptica u Hrvatskoj
  - Popis sisavaca u Hrvatskoj
  - Popis hrvatskih pasmina domaćih životinja
  - Hrvatske endemske vrste

### Hrvatske regije
- Središnja Hrvatska
- Dalmacija
- Istra
- Gorski kotar
- Međimurje
- Slavonija
- Hrvatsko zagorje
- Hrvatsko primorje
- Podravina
- Kordun
- Lika
- Zagora
- Banovina
- Baranja
- Žumberak
- Srijem
- Posavina
- Pokuplje
- Moslavina
- Prigorje
- Hrvatsko Podunavlje
- Bukovica

#### Administrativna podjela Hrvatske
Lokalna i područna (regionalna) samouprava u Hrvatskoj
- Hrvatske županije
- Zastave i grbovi hrvatskih županija
- Popis gradova i općina u RH po županijama
- Popis općina u Hrvatskoj
- Popis gradova u Hrvatskoj
- Popis gradova u Hrvatskoj po županijama

##### Hrvatske županije
1. Zagrebačka županija
2. Krapinsko-zagorska županija
3. Sisačko-moslavačka županija
4. Karlovačka županija
5. Varaždinska županija
6. Koprivničko-križevačka županija
7. Bjelovarsko-bilogorska županija
8. Primorsko-goranska županija
9. Ličko-senjska županija
10. Virovitičko-podravska županija
11. Požeško-slavonska županija
12. Brodsko-posavska županija
13. Zadarska županija
14. Osječko-baranjska županija
15. Šibensko-kninska županija
16. Vukovarsko-srijemska županija
17. Splitsko-dalmatinska županija
18. Istarska županija
19. Dubrovačko-neretvanska županija
20. Međimurska županija
21. Grad Zagreb

- Zastave i grbovi hrvatskih županija

##### Hrvatske općine i gradovi
- Popis općina u Hrvatskoj
- Lokalna i područna (regionalna) samouprava u Hrvatskoj

### Stanovništvo Hrvatske
- Hrvati
  - bokeljski Hrvati
  - Bunjevci
  - gradišćanski Hrvati
  - Janjevci
  - karaševski Hrvati
  - moliški Hrvati
  - moravski Hrvati
  - racki Hrvati
  - Šokci

- Etničke grupe Hrvatske
  - Srbi u Hrvatskoj
  - Bošnjaci u Hrvatskoj
  - Slovenci u Hrvatskoj
  - Talijani u Hrvatskoj
  - Česi u Hrvatskoj
  - Albanci u Hrvatskoj
  - Makedonci u Hrvatskoj
  - Mađari u Hrvatskoj
  - Rusi u Hrvatskoj
  - Ukrajinci u Hrvatskoj
  - Židovi u Hrvatskoj
  - Crnogorci u Hrvatskoj
  - Rusini u Hrvatskoj
  - Poljaci u Hrvatskoj
  - Romi u Hrvatskoj

- Hrvatsko iseljeništvo

## Vlast i politika
- Oblik vlasti: parlamentarna demokracija
- Glavni grad: Zagreb
- Izbori u Republici Hrvatskoj
  - Parlamentarni izbori u Hrvatskoj
  - Predsjednički izbori u Hrvatskoj
  - Lokalni i područni (regionalni) izbori u Hrvatskoj
- Predsjednik Republike Hrvatske
  - Inauguracija predsjednika Republike Hrvatske
- Hrvatski sabor
- Vlada Republike Hrvatske
- Popis političkih stranaka u Hrvatskoj
- Popis župana hrvatskih županija
- Odlikovanja i priznanja Republike Hrvatske

- Hrvatski nacionalni simboli
  - Grb Republike Hrvatske
  - Hrvatska zastava
  - Hrvatska himna
  - Hrvatski pleter
  - Hrvatski trolist

#### Sudstvo u Hrvatskoj
- Ustavni sud Republike Hrvatske
- Vrhovni sud Republike Hrvatske
- Državno sudbeno vijeće Republike Hrvatske
- Državno odvjetništvo Republike Hrvatske
- Pučki pravobranitelj u Hrvatskoj

### Međunarodni odnosi
- Popis hrvatskih veleposlanstava

### Zakon i red
- Ustav Republike Hrvatske
- Hrvatska policija
- Specijalna policija Republike Hrvatske
- Ljudska prava u Hrvatskoj

### Hrvatska vojska
- Glavni stožer Oružanih snaga Republike Hrvatske
- Hrvatska kopnena vojska
- Hrvatsko ratno zrakoplovstvo i protuzračna obrana
- Hrvatska ratna mornarica
- Zapovjedništvo za potporu
- Hrvatsko vojno učilište
- Vrhovni zapovjednik Oružanih snaga Republike Hrvatske
- Činovi u Oružanim snagama Republike Hrvatske
- Vojne odore u OSRH
- Zbor narodne garde

## Hrvatska povijest
- Hrvatska prije Hrvata
- Srednjovjekovna hrvatska država
- Dubrovačka Republika
- Hrvatska pod Habsburzima
- Hrvatske zemlje pod osmanskom vlašću
- Hrvatski narodni preporod
- Hrvatska u prvoj Jugoslaviji
- Država Slovenaca, Hrvata i Srba
- Nezavisna Država Hrvatska
- Hrvatska u drugoj Jugoslaviji
- Povijest neovisne Hrvatske
- Domovinski rat
- Međunarodno priznanje Hrvatske

- Hrvatski vladari
- Povijest Istre
- Povijest Međimurja
- Povijest Dalmacije
- Povijest Slavonije

## Hrvatska kultura
- Hrvatski jezik
  - Čakavsko narječje
  - Kajkavsko narječje
  - Štokavsko narječje
  - Gradišćanskohrvatski jezik
  - Govori moliških Hrvata

- Blagdani i spomendani u Hrvatskoj

- Religija u Hrvatskoj
  - Katoličanstvo u Hrvata
  - Srpska pravoslavna crkva u Hrvatskoj
  - Reformacija u Hrvatskoj
  - Islam u Hrvatskoj
  - Judaizam u Hrvatskoj

- Izvorno hrvatsko

- Hrvatska kuhinja

- Festivali u Hrvatskoj
- Mediji u Hrvatskoj

- Hrvatski božićni običaji
- Hrvatski uskrsni običaji

### Hrvatska umjetnost
- Hrvatska književnost
  - Hrvatski latinizam
- Hrvatska glazba
- Hrvatsko kazalište
- Likovna umjetnost u Hrvatskoj
- Hrvatska kinematografija
- Hrvatski strip
- Hrvatska arhitektura
- Popis muzeja u Hrvatskoj
- Hrvatska moderna umjetnost
- Crkvena umjetnost u Hrvatskoj
- Crkvena arhitektura u Hrvatskoj
- Hrvatske narodne nošnje

### Šport u Hrvatskoj
- Hrvatska na Olimpijskim igrama
- Nogomet u Hrvatskoj
  - Prva hrvatska nogometna liga
  - Hrvatska nogometna reprezentacija
  - Popis hrvatskih nogometnih klubova
- Hrvatska rukometna reprezentacija
- Hrvatska košarkaška reprezentacija
- Hrvatska vaterpolska reprezentacija
- Hrvatska teniska reprezentacija

## Gospodarstvo Hrvatske
- Valuta: Hrvatska kuna
- Hrvatske tvrtke
- Industrija Hrvatske
- Bankarski sustav Hrvatske
  - Hrvatska narodna banka
  - Popis banaka u Hrvatskoj
- Hrvatski porezni sustav

- Turizam u Hrvatskoj
- Promet Hrvatske
  - Popis zračnih luka u Hrvatskoj
  - Hrvatske željeznice
  - Ceste u Hrvatskoj
    - Autoceste u Hrvatskoj
    - Državne ceste u Hrvatskoj

- Poljoprivreda u Hrvatskoj
- Internet u Hrvatskoj
- Hrvatska elektroprivreda
- Hrvatsko zdravstvo
- Zagrebačka burza

## Znanost i obrazovanje u Hrvatskoj
- Hrvatski nacionalni obrazovni standard
- Osnovno obrazovanje u Hrvatskoj
- Srednje obrazovanje u Hrvatskoj
- Visoko obrazovanje u Hrvatskoj
  - Sveučilište u Zagrebu
  - Sveučilište u Splitu
  - Sveučilište u Rijeci
  - Sveučilište Josipa Jurja Strossmayera u Osijeku
  - Sveučilište u Zadru
  - Sveučilište u Dubrovniku
  - Sveučilište Jurja Dobrile u Puli‎
  - Hrvatsko katoličko sveučilište

- Znanost u Hrvatskoj
- HAZU
- Institut Ruđer Bošković
- Institut Ivo Pilar

## Biografije
- Popis hrvatskih likovnih umjetnika
- Popis hrvatskih arhitekata i graditelja
- Popis hrvatskih ekonomista
- Popis hrvatskih biologa
- Popis hrvatskih filozofa
- Popis hrvatskih jezikoslovaca
- Hrvatski vladari
- Popis hrvatskih kraljeva
- Hrvatski knezovi
- Popis hrvatskih banova
- Popis poginulih branitelja u Domovinskom ratu
- Popis hrvatskih pravednika među narodima
- Popis hrvatskih svetaca i blaženika
- Popis hrvatskih generala
- Popis hrvatskih športaša
- Popis hrvatskih osvajača olimpijskih medalja
- Popis nastupa za hrvatsku nogometnu reprezentaciju